# Merkur XR4Ti
Merkur XR4Ti — трёхдверный хэтчбек, который продавался в Северной Америке с 1985 по 1989 год. Представляет собой версию Ford Sierra, адаптированную для эксплуатации в США. Проект XR4Ti предлагал вице-президент компании Ford Роберт Лутц.

## Описание
Впервые Merkur XR4Ti был представлен в 1984 году. Роберт Лутц возглавил план по импорту XR4i в Северную Америку, чтобы конкурировать с автомобилями BMW. Инструкции заключались в том, чтобы не ставить под угрозу дизайн автомобиля.
В США Merkur XR4Ti поставлялся с турбонаддувом. В Северной Америке отказались от индекса Sierra, поскольку компания General Motors ранее присваивала этот индекс полноразмерному пикапу GMC C/K Sierra, что было созвучно с Oldsmobile Cutlass Ciera.
Merkur XR4Ti продавался по цене 16503 доллара США (что эквивалентно 48400 долларам 2023 года). Позднее были спрогнозированы продажи от 16000 до 20000 единиц в год, однако цели не были достигнуты. Несмотря на это, за первые 2 года было продано более 25000 единиц.
К 1989 году было продано менее 3000 Merkur XR4Ti.

## Галерея

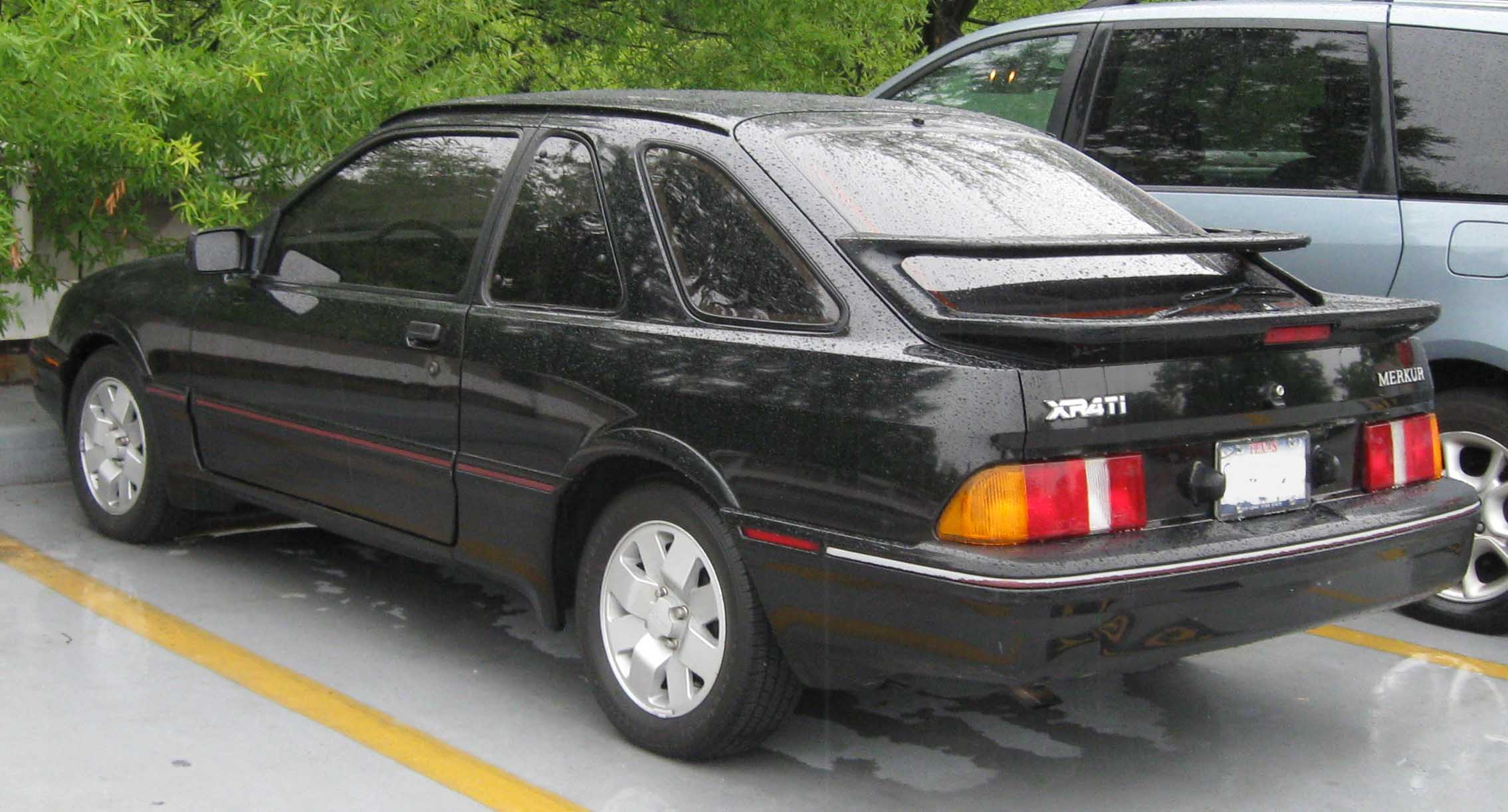
Вид сзади
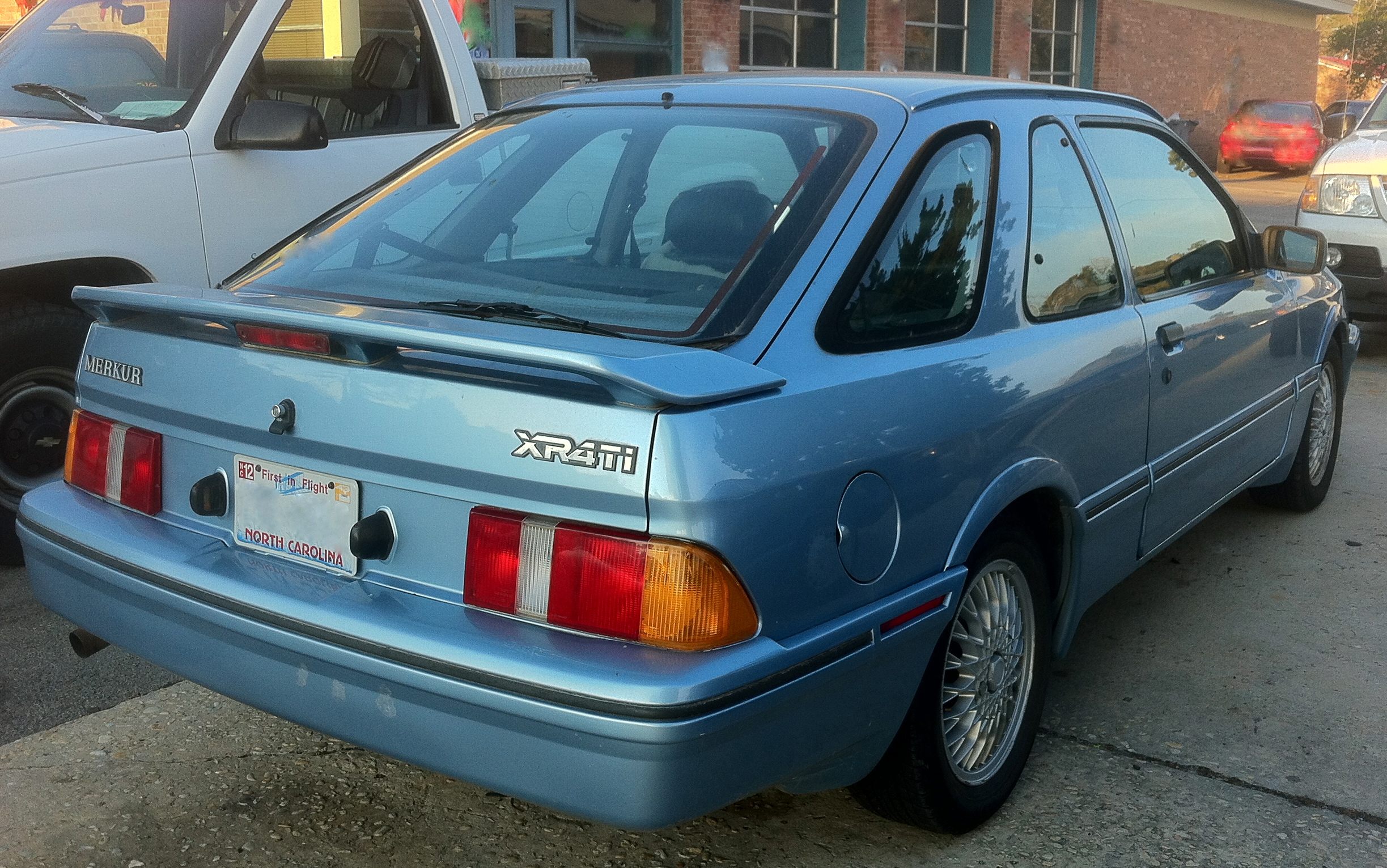
1988—1989 Ford Merkur XR4Ti
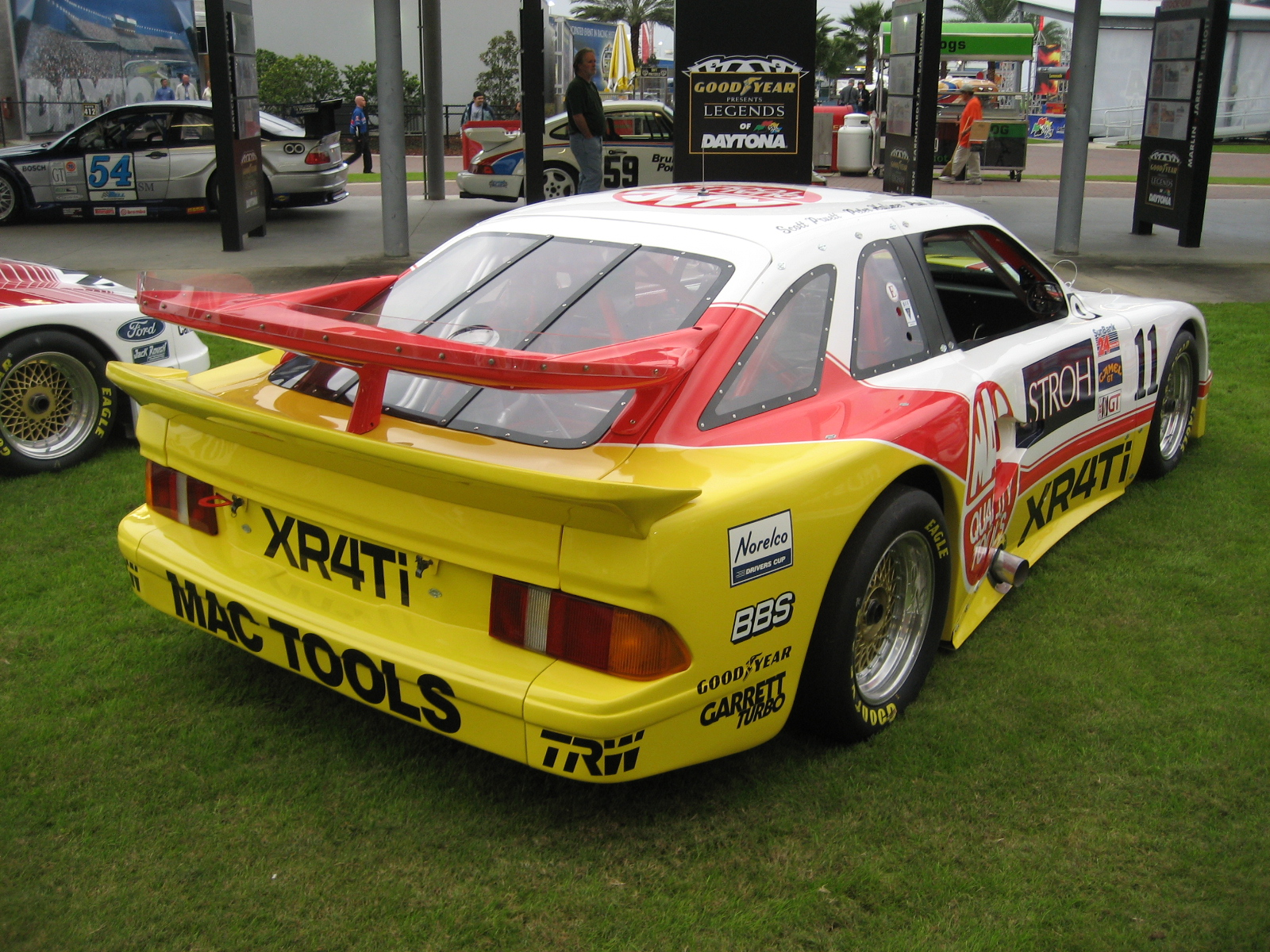
Merkur XR4Ti GTO

## Продажи
| Год   | Продано |
| ----- | ------- |
| 1985  | 12,400  |
| 1986  | 13,559  |
| 1987  | 7,352   |
| 1988  | 6,283   |
| 1989  | 2,870   |
| Всего | 42,464  |